# Țar al Bulgariei
Țar al Bulgariei este titlul purtat de monarhii bulgari. Țaratul Bulgariei a fost creat în secolul al VII-lea. În Evul Mediu a fost atacat de bizantini, iar în secolul al XIV-lea a fost cucerit de turcii otomani. În 1878 Bulgaria a devenit independentă, în urma Tratatului de la Berlin, dar ca principat. A devenit țarat în 1908, iar monarhia a fost abolită în 1946, când ultimul țar a fost expulzat din țară.